# Castiglione del Lago
Castiglione del Lago est une commune italienne d'environ 15 600 habitants, située sur le bord du lac Trasimène, dans la province de Pérouse, dans la région d'Ombrie, en Italie centrale. Elle est classée au label des « Plus beaux bourgs d'Italie ».

## Géographie
Castiglione del Lago est construite sur un promontoire de roche calcaire sur les rives occidentales du lac Trasimène et fait partie de la Communauté de montagnes nommée précisément  Comunità Montana Monti del Trasimeno.

## Histoire
- Depuis l'occupation romaine, le village appartient selon les époques au Marquis de Toscane, à l'abbaye de San Germano di Campoleone, à Pérouse, au Duché de la famille Della Corgna.
- En 1647, il revint de nouveau entre les mains du grand-duc de Toscane.
- Au XVIIIe siècle, il passa  aux États pontificaux.

## Monuments et patrimoine
- Le Palais Ducal des Della Corgna. Il accueille des fresques à thème mythologique de Giovanni Antonio Pandolfi et du Florentin Salvio Salvini.
- L'édifice le plus fascinant du village est, sans aucun doute, le château entouré d'une imposant mur avec quatre tours il représente l'un des plus beaux exemples d'art militaire en Ombrie.

## Fêtes, foires
- Coloriamo i Cieli, à la fin du mois d'avril, début mai, manifestation avec exhibition de cerfs volants.
- Meeting di Primavera, vers le 25 avril, rassemblement international d'aviation sportive.
- Sagra del Tulipano, au mois d'avril.
- Rassemblement International Folklorique, au mois d'août[2], auquel participa le Cercle celtique Seiz Avel de Trappes en 1999.
- Ultramaratona, le premier dimanche de mars[3].

## Administration
| Période                                  | Période  | Identité       | Étiquette       | Qualité |
| ---------------------------------------- | -------- | -------------- | --------------- | ------- |
| 14 juin 2004                             | En cours | Valter Carloia | Centro-Sinistra |         |
| Les données manquantes sont à compléter. |          |                |                 |         |

### Hameaux
Badia, Casamaggiore, Gioiella, Macchie, Panicarola, Petrignano del Lago, Piana, Polvese (Île), Porto, Pozzuolo, Sanfatucchio, Vaiano, Villastrada

### Communes limitrophes
Chiusi, Città della Pieve, Cortona, Magione, Montepulciano, Paciano, Panicale, Passignano sul Trasimeno, Tuoro sul Trasimeno

## Personnalités nées à Castiglione del Lago
- Stefano Okaka (né en 1989), joueur de football d'origine nigériane
- Franco Rasetti (1901-2001), paléontologue, botaniste et physicien.

### Jumelages
- Trappes (France) depuis 1971
- Kopřivnice (Tchéquie) depuis 1997
- Lempäälä (Finlande) depuis 2005.

## Galerie de photos

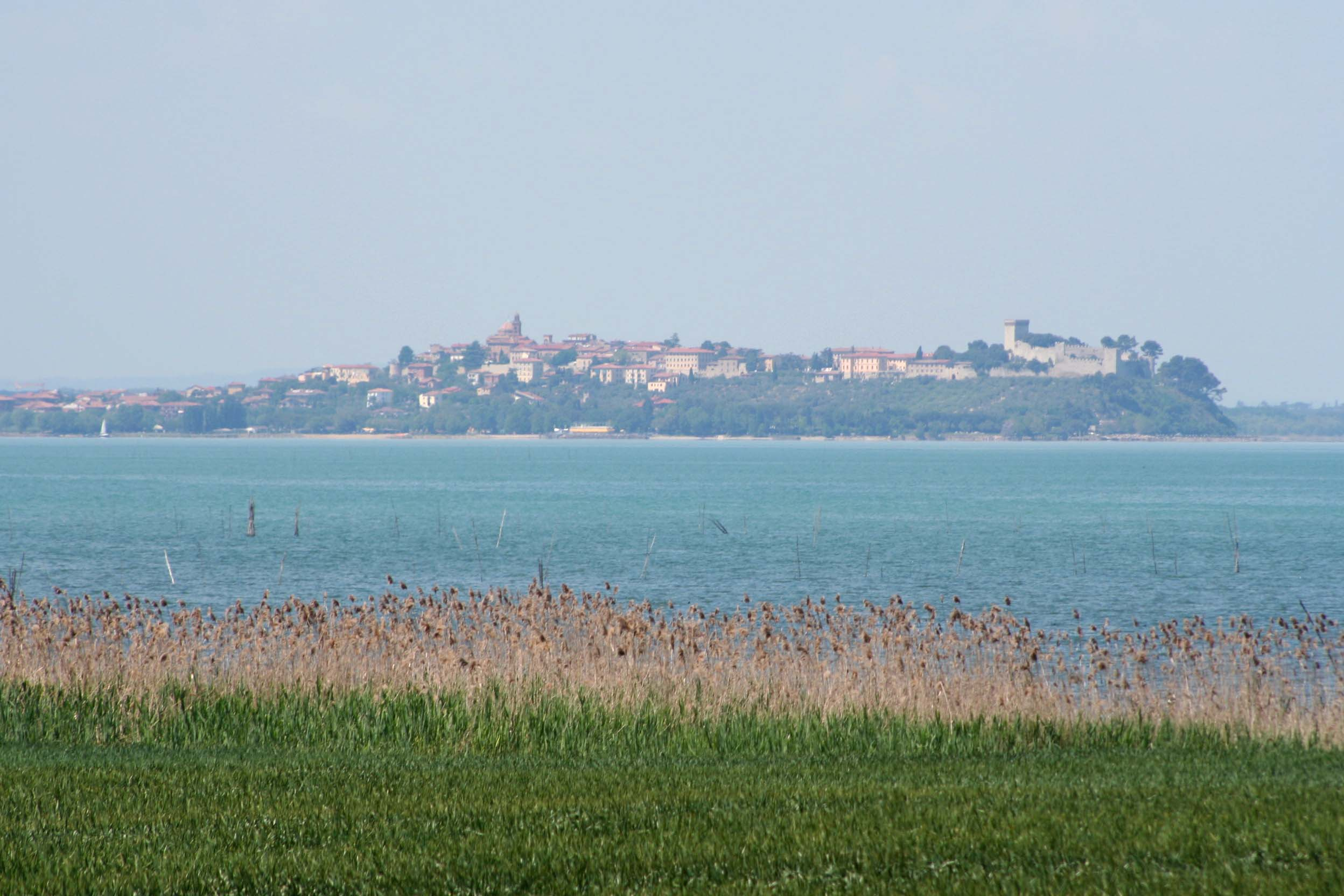
Profil de la ville.
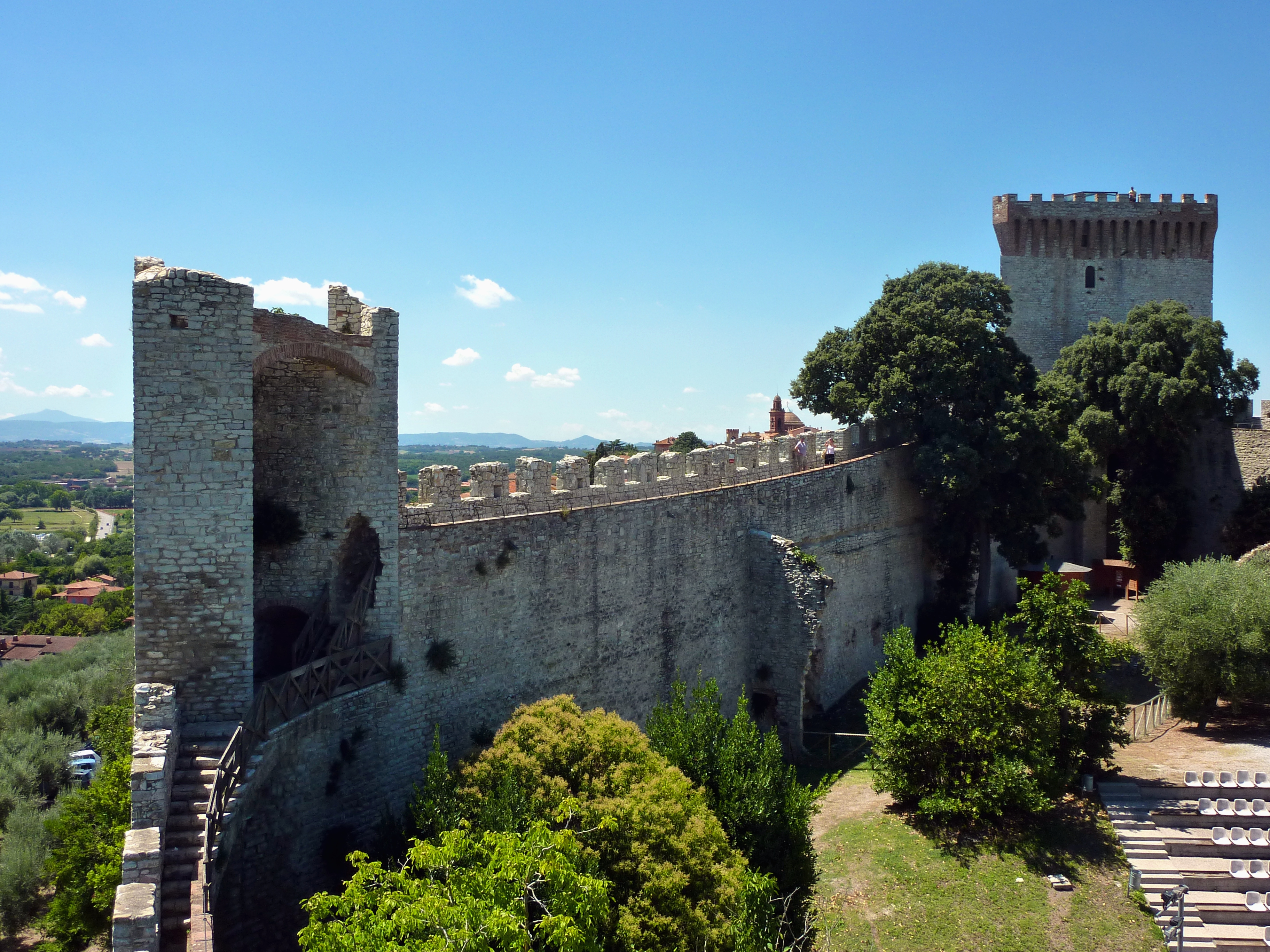
Castello del Leone.
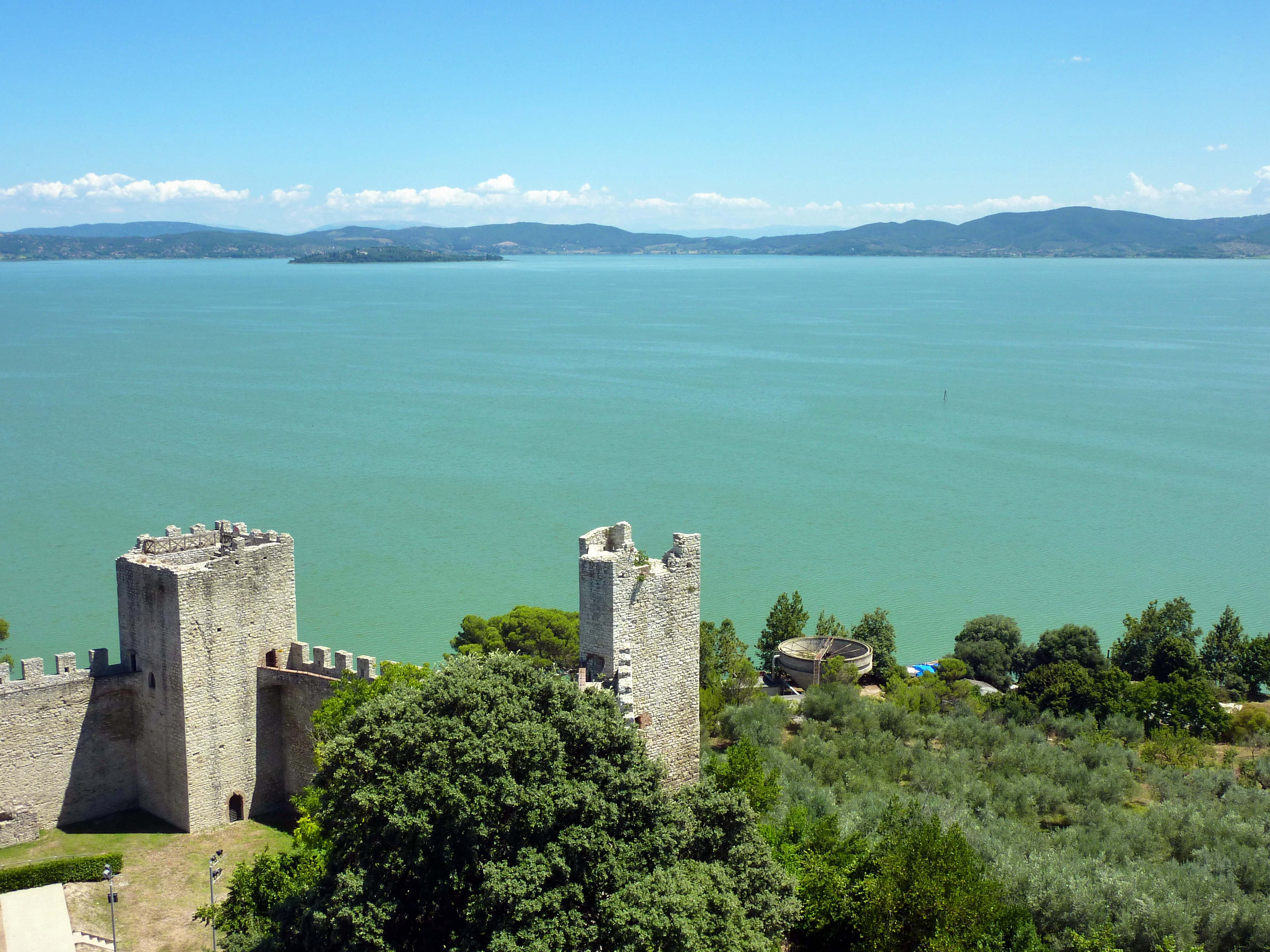
Château et lac Trasimène.
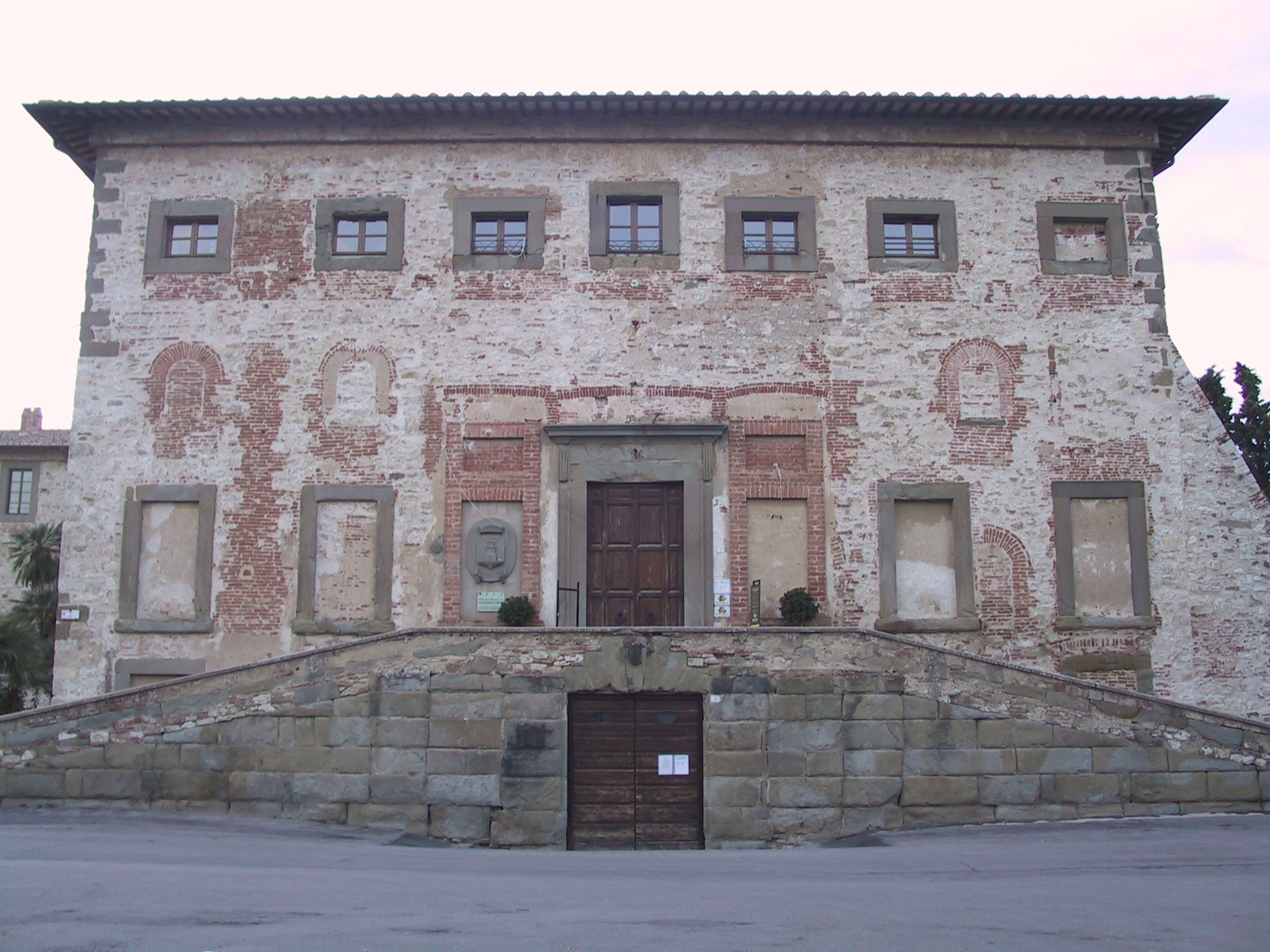
Palais Ducal.